# Verdrag van Vereeniging
De Vrede van Vereeniging is een vredesverdrag dat op 31 mei 1902 werd overeengekomen door leiders van de Boeren en Britten te Vereeniging bij de Vaalrivier in Transvaal. Dezelfde avond werd het te Pretoria getekend door onder meer Kitchener - die tekende als Kitchener of Khartoum - en Milner aan de Britse kant en interim-president Schalk Willem Burger voor de Zuid-Afrikaanse republiek en Christiaan de Wet voor Oranje Vrijstaat. Het verdrag beëindigde de Tweede Boerenoorlog en leidde uiteindelijk tot het toekennen van het statuut van zelf-regerende kolonies aan Oranje Vrijstaat en Transvaal. Het verdrag werd getekend in het Melrose-Huis in de Zuid-Afrikaanse hoofdstad Pretoria.

## Inhoud

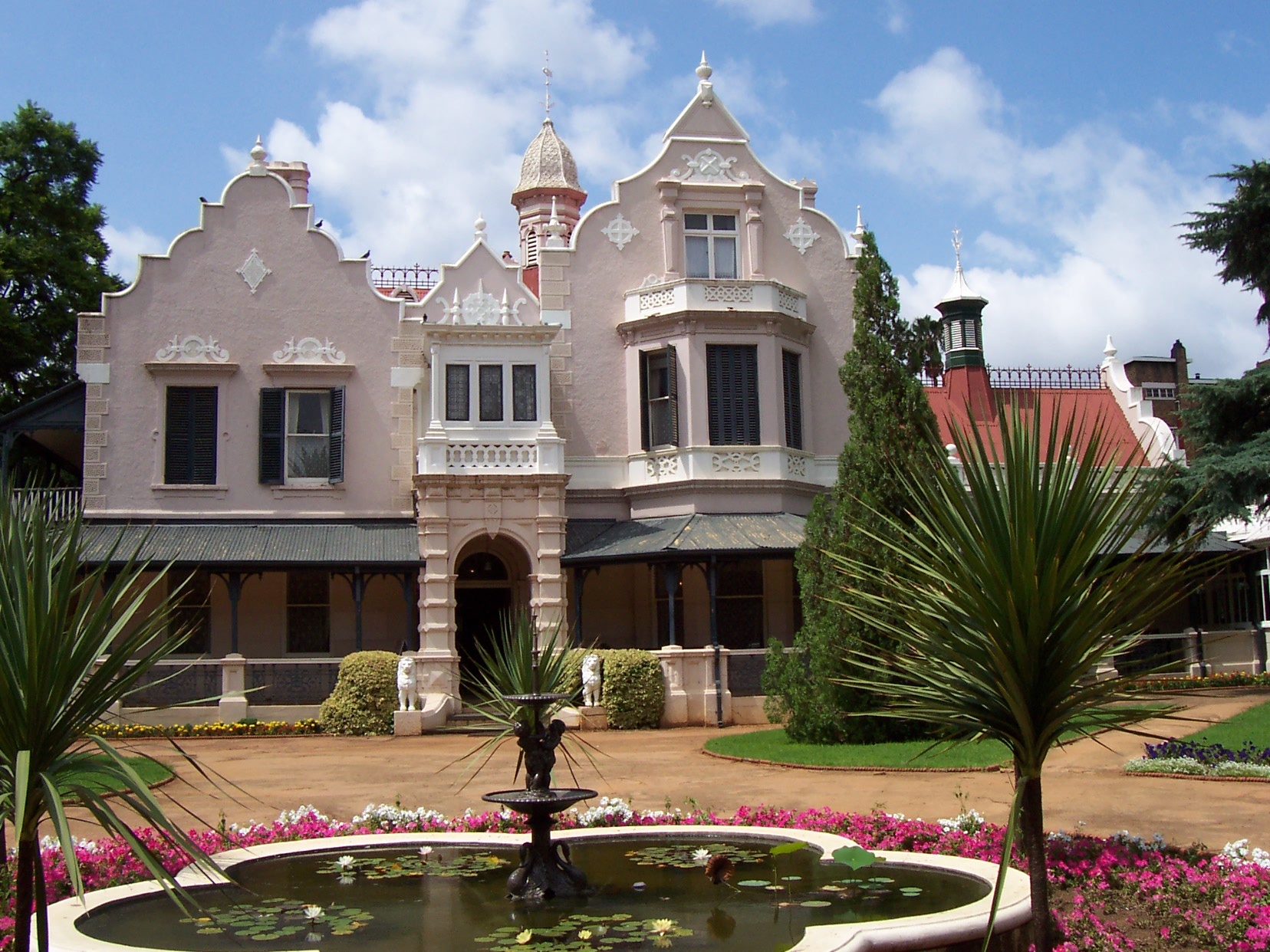
Het Melrose-Huis in Pretoria waar de Vrede van Vereeniging werd getekend.

In het verdrag werden onder meer de volgende bepalingen vastgelegd:
- Zelfbestuur aan de twee voormalige Boerenrepublieken Oranje Vrijstaat en Transvaal wordt "zo snel mogelijk" verleend (bekrachtigd in 1906 en 1907).
- Alle strijders moeten zich overgeven en hun wapens inleveren. Allen leggen een eed van trouw af aan koning Eduard VII van het Verenigd Koninkrijk.
- Betaling van £3.000.000 aan de Afrikaners als hulp bij de wederopbouw. Verder schappelijke leningen voor wederopbouw.
- Uitsluitend rebellenleiders uit de Kaapkolonie worden gevangengenomen, voor de andere strijders geldt een amnestie.
- Nederlands wordt toegestaan op school en in de rechtszaal (later Afrikaans).
- De kwestie van stemrecht voor gekleurde burgers wordt uitgesteld tot na ("until after") zelfbestuur is verleend (nooit verwezenlijkt). Enkel in Natal en de Kaapkolonie was er beperkt stemrecht voor zwarten, dus in Transvaal en de Oranje-Vrijstaat niet. Als concessie aan de Boeren stonden de Britten bij de Vrede van Vereeniging toe, dat alleen blanken stemrecht zouden krijgen (zie apartheid).
- Geregistreerde privé-wapens zijn toegestaan.

## Ondertekenaars
Voor het Verenigd Koninkrijk:
- hoogcommissaris Alfred Milner
- veldmaarschalk Horatio Herbert Kitchener (tekende als "Kitchener of Khartoum")

Voor de Zuid-Afrikaanse Republiek:
- waarnemend president S.W. Burger
- staatssecretaris F.W. Reitz
- generaal Louis Botha
- generaal J. H. de la Rey
- generaal L.J. Meyer
- J.C. Krogh

Voor de Oranje Vrijstaat:
- waarnemend president C.R. de Wet
- generaal J.B.M. Hertzog
- generaal C.H. Olivier
- staatssecretaris W.C.J. Bebner

## Origineel

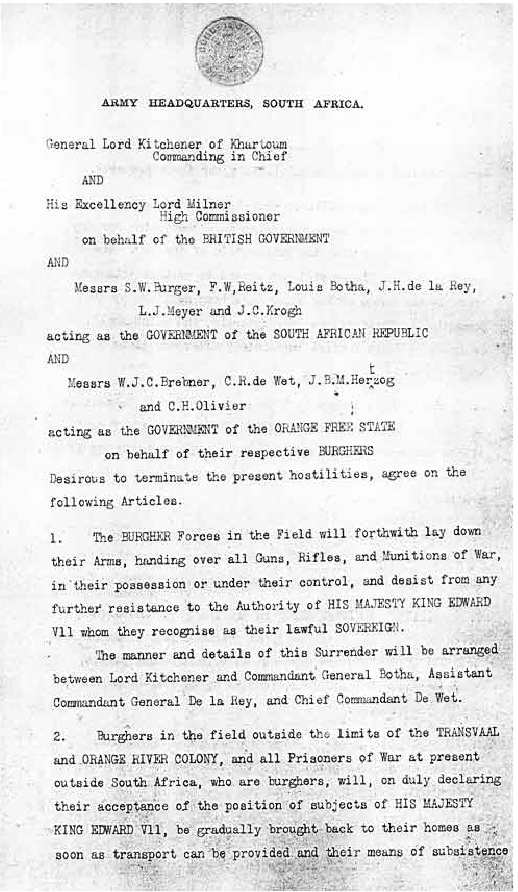
Bladzij 1
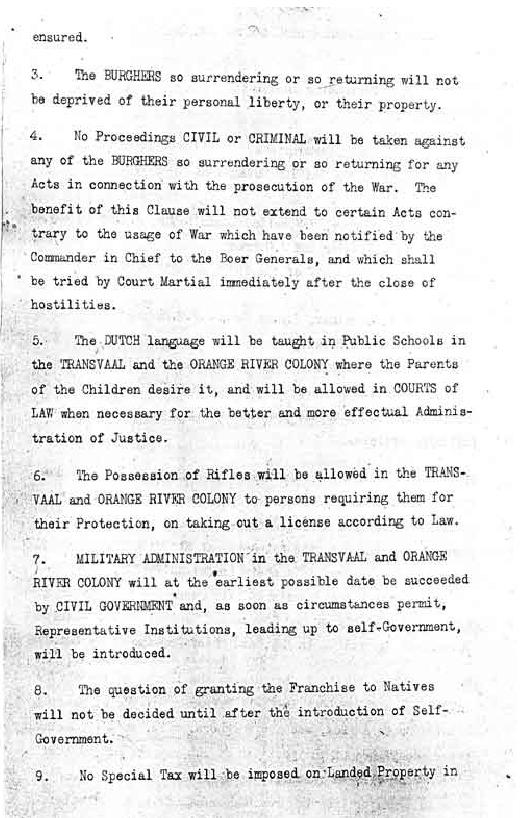
Bladzij 2
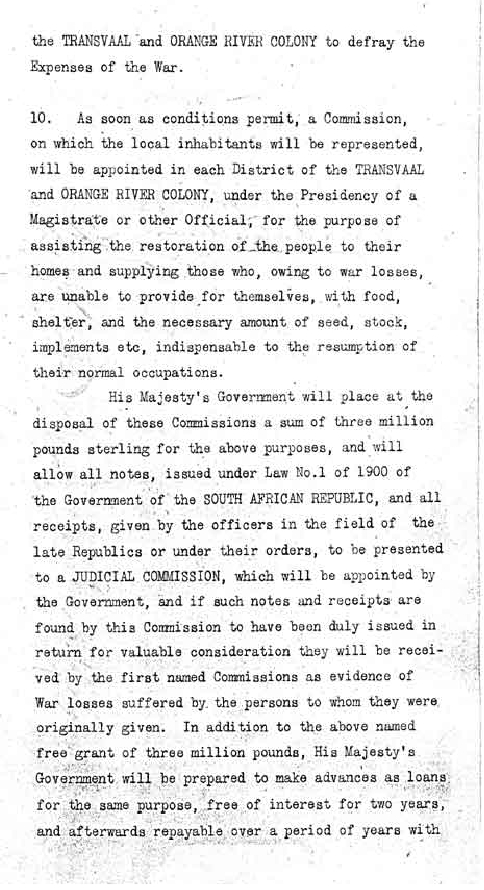
Bladzij 3
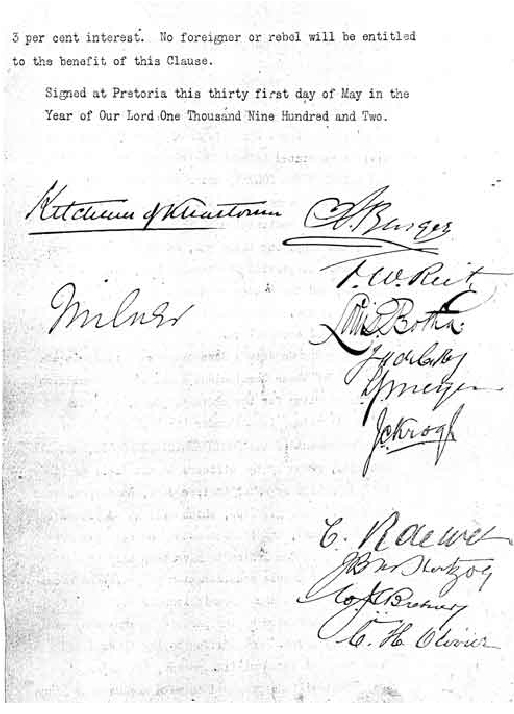
Bladzij 4